# Смирнов, Олег Павлович
Олег Павлович Смирно́в (27 ноября 1921, Кореновск, Кубанский округ — 21 сентября 2012, Москва) — советский и российский писатель, редактор, сценарист.

## Биография

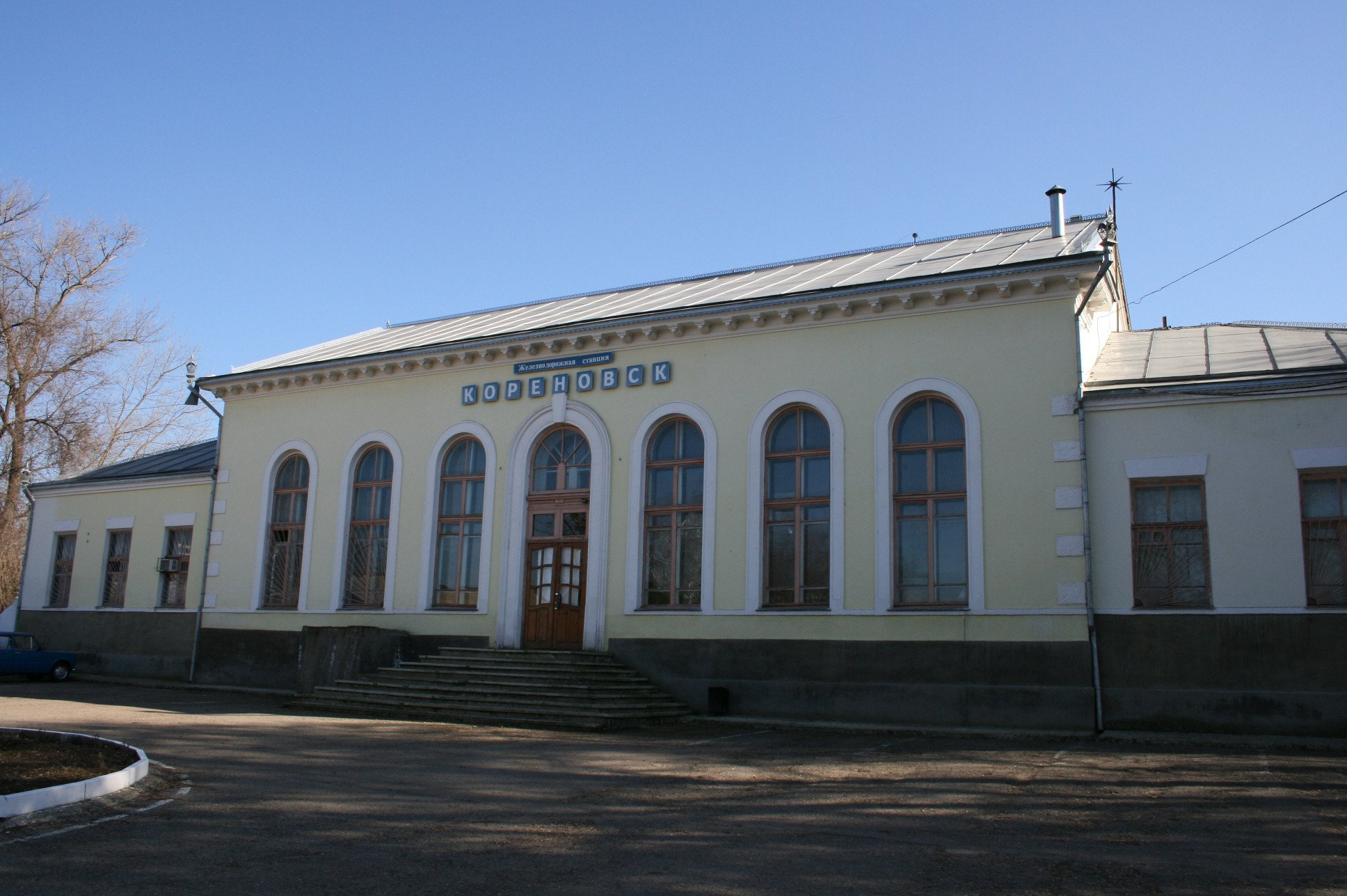
Город Кореновск (в 1921 г. — станица Кореновская) — малая родина писателя

Родился в семье служащих. После окончания с отличием средней школы № 36 города Краснодара поступил в Краснодарский педагогический институт.
Участник Великой Отечественной войны и войны с Японией.
В августе — сентябре 1942 года воевал на Северо-Кавказском фронте. Участвовал в битве за Кавказ.
С мая 1943 года — литературный сотрудник газеты «Патриот Родины» 192-й стрелковой дивизии. Воевал на Западном фронте (июль 1943 — апрель 1944) и 3-м Белорусском фронте (апрель 1944 — апрель 1945). Участвовал в Спас-Деменской, Ельнинско-Дорогобужской, Смоленско-Рославльской, Оршанской, Витебской, Витебско-Оршанской, Минской, Вильнюсской, Каунасской, Мемельской, Гумбиннен-Гольдапской, Инстербургско-Кёнигсбергской, Кёнигсбергской и Земландской операциях.
В августе 1945 года в составе Забайкальского фронта участвовал в Хингано-Мукденской операции.
За военные заслуги был награждён орденом Отечественной войны II степени (1945), двумя орденами Красной звезды (1944 и 1945) и медалью «За боевые заслуги» (1943).
Военную службу продолжил в пограничных войсках, где был ответственным секретарем газет «Патриот Родины» и «Пограничник Забайкалья».
Уволился в запас в апреле 1953 года в звании капитана.
Высшее образование получил в Читинском педагогическом институте и на Высших литературных курсах Союза писателей СССР.
Литературная карьера Смирнова началась с публикации ещё до войны сатирического рассказа и продолжилась в военные годы юмористическими, публицистическими и поэтическими работами. Сам автор впоследствии оценивал этот этап как ученичество.
В 1950-е — начале 1960-х годах творчество Смирнова представлено преимущественно стихотворениями (сборники «Часовые мира» и «На восточном рубеже») и рассказами (сборники «Китайская граница», «В сосновой пади», «Оперативное вмешательство», «Медвежий хребет», «Мой дом на Востоке»).
В этот период уже отчетливо просматривается авторский интерес к теме пограничной службы, которую писатель будет плодотворно разрабатывать и в дальнейшем.
В 1954—1958 годах был ответственным секретарем Читинской организации Союза писателей СССР и редактором альманаха «Забайкалье».
В 1962 году назначен главным редактором журнала «Молодая гвардия», но уже в 1963 году снят с этой должности. По свидетельству А. З. Анфиногенова, работавшего в журнале заведующим отделом очерка и публицистики и уволенного вместе со Смирновым, причиной этого стала публикация в журнале пьесы В. Тендрякова и К. Икрамова «Белый флаг».

В общем, Павлов на какое-то время от изданий Союза писателей вынужден был отстать. Не получилось с «Юностью», и чиновник вплотную занялся комсомольской печатью. Кто-то ему напел, что Олег Смирнов повернул не в ту степь и приблизил к себе обиженных на Сталина детей расстрелянных в конце 30-х годов видных партийцев, сделав ставку на Икрамова. Одновременно комсомольскому лидеру подсунули номера с публикациями молодого критика Владимира Турбина, в которых поощрялись левые тенденции в искусстве. Павлова это страшно разозлило, и он поспешил заменить попавшего под влияние либералов Смирнова на преданного ему Анатолия Никонова.
С середины шестидесятых годов в творчестве Смирнова основное место занимают прозаические произведения средней и крупной формы. В этот период, в частности, выходят повесть «Барханы» (о службе пограничников в Средней Азии в послевоенный период), роман «Северная корона», посвященный боям 1943 г. на смоленском направлении, и повесть «Июнь» — о трагедии советских пограничников в первые дни Великой Отечественной.

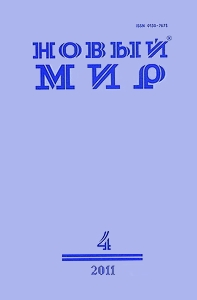
Обложка журнала «Новый мир»

В 1970—1974 годах являлся заместителем главного редактора журнала «Новый мир» В. А. Косолапова. После ухода Косолапова на пенсию в сентябре 1974 года некоторое время фактически исполнял обязанности главного редактора.

 Надо было ещё сказать, что Косолапов и Смирнов были в журнале, может быть, в самое трудное время — после Твардовского. К новой редколлегии демонстрировали неприятие, иронию, в писательских кулуарах журнал называли "новый «Новый мир» в отличие от "старого «Нового мира». Это они, Косолапов и Смирнов, задержали выход журнала на три месяца, добиваясь, чтобы роман Федора Абрамова «Пути-перепутья» был напечатан. Это они печатали Василя Быкова «Сотников», Трифонова, Катаева, Богомолова… Почти все это первоначально вызывало возражения. Они делали героические усилия, чтобы сохранить художественный уровень журнала.
За время работы в журнале Смирнов опубликовал первую часть дилогии о событиях 1945 года — роман «Эшелон». Движение эшелона с советскими войсками из Германии на Дальний Восток становится литературным приёмом, дающим возможность показать широкую панораму Советского Союза, только что завершившего страшную войну.

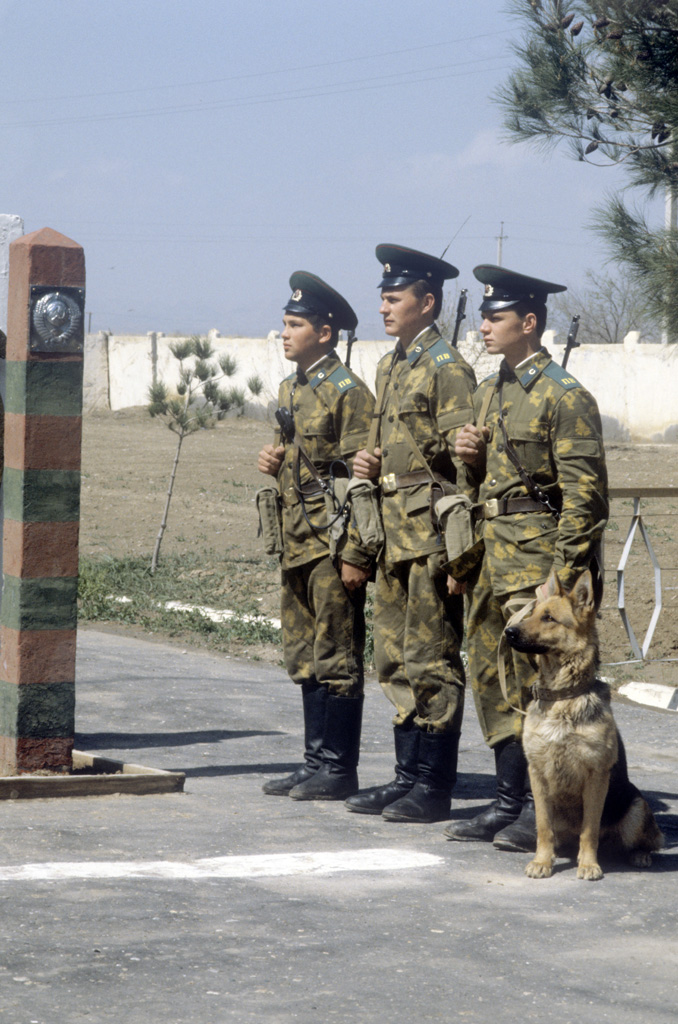
Пограничные войска стали одной из центральных тем творчества Олега Смирнова

Тогда же писатель дебютировал в качестве сценариста, подготовив в соавторстве с Алты Карлиевым и Давидом Маркишем сценарий фильма «За рекой — граница» по своей повести «Барханы» (Туркменфильм, 1971).
23 января 1974 года в опубликованной «Литературной газетой» заметке «Политический слепец» Смирнов подверг резкой критике А. И. Солженицына. Заметка была размещена вместе с аналогичными по содержанию и направленности материалами Сергея Михалкова и других авторов под общим заголовком «Отпор литературному власовцу».
В 1977 году увидел свет роман «Прощание», посвященный роли уцелевших летом 1941 года пограничников в развертывании партизанского движения.
В 1981 году выходит новый фильм на пограничную тематику по сценарию Олега Смирнова — «Право на выстрел» киностудии им Горького.

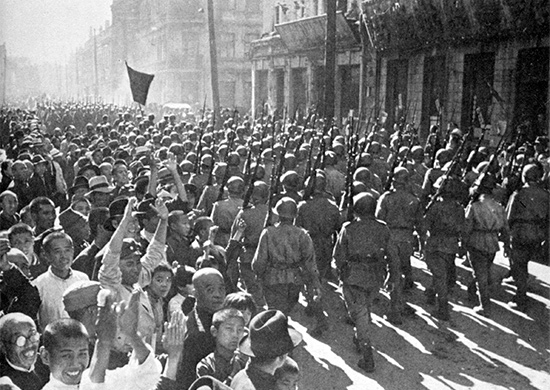
Дорогами советско-японской войны проводит Олег Смирнов героев романа «Неизбежность»

В том же году писатель завершает вторую часть дилогии, начатой романом «Эшелон», — роман «Неизбежность», работа над которым продолжалась пять лет. В основе сюжета — участие героев «Эшелона» в броске через территорию Монголии и боевых действиях против Квантунской армии.
В 1986—1988 годах выступил в качестве одного из сценаристов телесериала «Государственная граница». Им были написаны сценарии эпизодов «Год сорок первый», «За порогом победы», «Соленый ветер», «На дальнем пограничье» (последняя — в соавторстве с Петром Луциком и Алексеем Саморядовым).
В первой половине 1990-х годов О. П. Смирновым были опубликованы последние его крупные работы — романы «Ближе к рассвету» и «Месяц колосьев», посвященные событиям Великой Отечественной войны.
В 2005 году по мотивам романа «Эшелон» был снят одноимённый телесериал, а в 2008 году по мотивам повести «Июнь» — телефильм «В июне 41-го». В работе над сценариями обоих автор литературной первоосновы участия не принимал.
Жил в Москве. Умер 21 сентября 2012 года. Похоронен в Москве на Митинском кладбище.

## Награды
- 2 ордена Отечественной войны II степени (10.03.1945; 11.03.1985)
- орден Дружбы народов (26.11.1981)
- 2 ордена Красной Звезды (19.05.1944; 19.09.1945)
- медаль «За боевые заслуги» (28.10.1943)
- другие медали